# Port lotniczy Camilo Daza
Port lotniczy Camilo Daza (IATA: CUC, ICAO: SKCC) – międzynarodowy port lotniczy położony w Cucuta, w Kolumbii.